# Nederlandse Gebarentaal
Die Nederlandse Gebarentaal (NGT, Niederländische Gebärdensprache) ist die Gebärdensprache der Gehörlosen in den Niederlanden. Seit dem 1. Juli 2021 ist die NGT eine anerkannte Sprache der Niederlande gemäß dem Wet erkenning Nederlandse Gebarentaal.
Obwohl in den Niederlanden und Flandern Niederländisch gesprochen wird, ist die Niederländische Gebärdensprache (NGT) nicht mit der Flämischen Gebärdensprache (VGT) vergleichbar. Sie haben zwar die Altfranzösische Gebärdensprache aus dem späten 18. Jahrhundert als gemeinsamen Vorfahren, haben sich jedoch in den folgenden 200 Jahren auseinanderentwickelt.
Abbe l’Épée eröffnete um 1760 in Paris die erste Schule für Gehörlose weltweit. Pädagogen aus ganz Europa kamen in diese Schule, um l’Épées Lehrmethode zu erlernen und in ihren eigenen Ländern einzuführen. Daher verbreitete sich die von l’Épée modifizierte Altfranzösische Gebärdensprache in Europa, Nordamerika und anderen Kontinenten und wurde zur Grundlage der meisten modernen Gebärdensprachen. Der wallonische Prediger Henri Daniel Guyot studierte in Franeker und predigte seit 1777 in der wallonischen Kirche von Groningen. 1790 gründete er mit dem Henri Daniel Guyot Instituut die erste niederländische Schule für Gehörlose, nach dem Vorbild von l’Épée, die er in Frankreich besucht hatte.
Vor der Standardisierung und Anerkennung der Niederländischen Gebärdensprache wurden mehrere regionale Varianten verwendet. Der Gebrauch von Gebärden wurde nicht gern gesehen, da die Nutzung von Gebärdensprache als bildungsverhindernd galt. Zwischen 1900 und 1980 wurde infolge der Mailänder Konferenz von 1880 dann der Gebrauch von Gebärden im Bildungswesen komplett verboten. Stattdessen wurde die oralistische Methode praktiziert: Gehörlose sollten das Sprechen lernen, indem sie Hörende durch Lippenlesen nachahmten und dabei erspürten, wie diese ihren Kehlkopf benutzten, um Laute zu erzeugen, die sie dann nachahmen sollten. Trotzdem verwendeten Gehörlose untereinander weiterhin Gebärden, was zur Entstehung von fünf Dialekten innerhalb und außerhalb der fünf Gehörlosenschulen Groningen, Rotterdam, Amsterdam, Voorburg und Sint-Michielsgestel führte.
| Region                                            | Dialektbildendes Institut für Gehörlose                                                                       |
| ------------------------------------------------- | --- |
| Amsterdam                                         | Vereniging voor Doofstommenonderwijs in Amsterdam (1910–1994), Signis (1994–2009), Kentalis (2009–heute)      |
| Groningen                                         | Henri Daniel Guyot Instituut (1790–2002), Koninklijke Effatha Guyot Groep (2002–2009), Kentalis (2009–heute)  |
| Rotterdam                                         | Koninklijke Ammanstichting (1853–2002), Koninklijke Auris Groep (2002–heute)                                  |
| Sint-Michielsgestel                               | Instituut voor Doven (1814–2003), Viataal (2003–2009), Kentalis (2009–heute)                                  |
| Voorburg (1926 – 2000), Zoetermeer (1980 – heute) | Christelijk Instituut Effatha (1888–2002), Koninklijke Effatha Guyot Groep (2002–2009), Kentalis (2009–heute) |

Bernard Tervoort entdeckte nach dem 2. Weltkrieg und dem Mailänder Kongress diese Sprache in seiner Dissertation Structurele analyse van visueel taalgebruik binnen een groep dove kinderen 1953 wieder, ohne diese Sprachform genau benennen zu können. Das schaffte erst William Stokoe.
Im Jahr 1981 begann das KOMVA-Projekt (durchgeführt von der Universität Amsterdam und der NSDSK) mit der ersten nationalen Gebärdeninventur, um ein Gebärdenwörterbuch zu erstellen. Die Frage nach Gebärden wurde anhand von 2.000 Wörtern von Gruppen gehörloser Menschen in den fünf Regionen gestellt. Dabei entstanden 15.000 Gesten auf Video. Es wurden nicht nur regionale Unterschiede festgestellt, sondern auch viele Unterschiede zwischen älteren und jüngeren Gebärdennutzern. Diese Art von Variation findet sich auch in gesprochenen Sprachen.
Untersuchungen ergaben, dass es große Unterschiede in den Gebärden zwischen der Nord- (Groningen) und der West-Süd-Region gab. Basierend auf diesen Informationen wurde 1986 das erste nationale Gebärdenwörterbuch veröffentlicht (Handen op de Sleeves), das alle Varianten für ein bestimmtes Konzept enthielt. 1996 erschienen die ersten CD-ROMs mit den Gesten für die verschiedenen Regionen. Im Jahr 2008 wurde ein Corpus NGT, eine (große Sammlung von) Videoclips aus der niederländischen Gebärdensprache, im Internet veröffentlicht. 92 Gehörlose aus allen Regionen der Niederlande haben zu diesem Korpus beigetragen. Dies hat es ermöglicht, die Variation im NGT weiter zu erforschen, sowohl in lexikalischer als auch in grammatikalischer Hinsicht.
Um 1975 begannen einige Schulen für Gehörlose mit dem Unterricht in NmG (Niederländisch mit Gebärdenunterstützung). Im Jahr 1995 führte das damalige Institut für Gehörlose, das Henri-Daniel-Guyot-Institut (Groningen), als erstes den zweisprachigen Unterricht (NGT/Niederländisch) für Gehörlose ein. Diesem Beispiel folgte bald auch der Rest des Landes.
Im Jahr 2001 wurde die Bildung für Gehörlose zusammen mit der Bildung für Hörgeschädigte und der Bildung für Kinder mit Sprachentwicklungsstörungen (taalontwikkelingsstoornis - TOS) in vier nationalen sogenannten „Cluster 2-Einrichtungen“ zusammengefasst.
Gehörlose Kinder in den Niederlanden erhalten zweisprachigen Unterricht in Niederländisch und Niederländischer Gebärdensprache. Gehörlosenschulen bieten nahezu alle Formen der weiterführenden Bildung an. Gehörlose Schüler erhalten in der Regel eine intensive Sprachförderung mit dem Ziel, auch Lautsprachen zu beherrschen. Darüber hinaus erhalten die Schüler auch Unterricht in niederländischer Gebärdensprache. Im Gegensatz zu den Niederlanden bieten die meisten Schulen in Flandern das sogenannte SignWriting an.
Im Jahr 1995 übernahm die Guyot-Schule Signis (ehemals Vereniging voor Doofstommenonderwijs in Amsterdam) von der Gemeinde Amsterdam.
Im Jahr 2002 fusionierten das Christelijk Instituut Effatha und das Henri Daniel Guyot Instituut zur Koninklijke Effatha Guyot Groep (KEGG). In diese Gruppe wurde auch Weerklank aufgenommen, eine Amsterdamer Gesundheitseinrichtung für gehörlose Menschen mit geistiger Behinderung. Zum 1. Januar 2009 fusionierten KEGG und die Stichting Viataal zur KEG Viataal Group, einem vorläufigen Namen für die neue Organisation. Ab dem 1. Januar 2010 wurde die Gruppe unter dem Namen Koninklijke Kentalis weitergeführt.
Kentalis betreibt in den Niederlanden 17 Sonderschulen, darunter fünf Schulen für Gehörlose und audiologische Zentren. Die Organisation beschäftigt rund 4.500 Mitarbeiter.
Die Interessenvertretung gehörloser Menschen, Dovenschap, hat die neue Organisation KEG Viataal Groep wegen ihrer angeblichen Monopolstellung bei der Nederlandse Mededingingsautoriteit (NMa, Niederländische Wettbewerbsbehörde) angemeldet. Der Gehörlosenverband tut dies im Interesse der Entscheidungsfreiheit der Eltern gehörloser Schulkinder und im Hinblick auf die Wahrung der Vielfalt des Bildungsangebots.
Auch die Koninklijke Auris Groep ist in den letzten Jahren aus Fusionen hervorgegangen (unter anderem aus der Koninklijke Ammanstichting) und ist proportional kleiner als Kentalis.

## Weiterführende Literatur
- Bank, R., Crasborn, O., & van Hout, R. (2011). Variation in mouth actions with manual signs in Sign Language of the Netherlands (NGT). Sign Language & Linguistics, 14(2), 248–270.
- Crasborn, O., van der Kooij, E., Ros, J., & de Hoop, H. (2009). Topic agreement in NGT (Sign Language of the Netherlands). Linguistic Review, 26(2/3), 355–370. doi:10.1515/tlir.2009.013
- Crasborn, O., van der Kooij, E., Waters, D., Woll, B., & Mesch, J. (2008). Frequency distribution and spreading behavior of different types of mouth actions in three sign languages. Sign Language & Linguistics, 11(1), 45–67.
- De Clerck, L., & van der Kooij, E. (2005). Modifiable and intensifier self in Dutch and Sign Language of the Netherlands. Linguistics In The Netherlands, 2261–72.
- Sandler, W., & Lillo-Martin, D. (2006). Sign language and linguistic universals. Cambridge: Cambridge Univ. Press.
- Schermer, T. (2012). Sign Language Planning in the Netherlands between 1980 and 2010. Sign Language Studies, 12(4), 467–493.
- Zwets, M. (2014). Locating the difference: A comparison between Dutch pointing gestures and pointing signs in Sign Language of the Netherlands (Unpublished doctoral dissertation). Proefschrift Radboud Universiteit Nijmegen ter verkrijging van de graad van doctor in het jaar.